# Permaloy

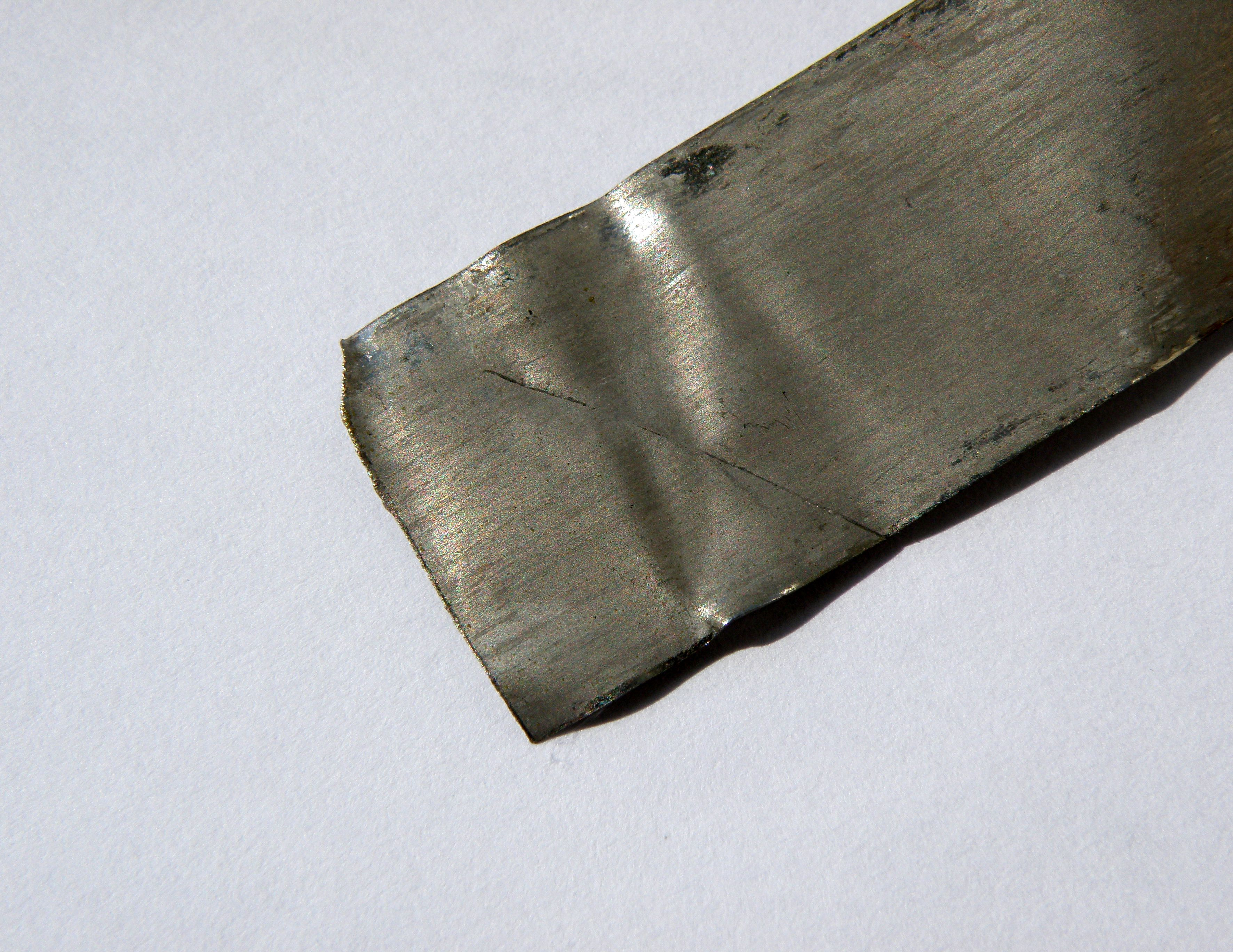
Mostra de permaloy

El permaloy, (en anglès: Permalloy) és un aliatge de ferro, Fe, i níquel, Ni, d'elevada permeabilitat magnètica i feble histèresi magnètica, que és emprat en la fabricació de cables submarins, de nuclis de bobina, d'elements de màquines elèctriques sotmesos a l'acció de camps magnètics alterns, etc. L'aliatge original fou descoberta el 1914 per Gustav Elmen dels Laboratoris Bell, i té una composició del 78% de níquel i el 22% de ferro, però actualment també són obtinguts permaloy amb petites quantitats d'altres components.

## Composició y característiques
Generalment el permalloy està constituït per aproximadament un 20% de ferro i 80% de níquel. Posseeix una alta permeabilitat magnètica, baixa coercitivitat i significativa magnetoresistència anisòtropa.
- Propietsts elèctriques
  - Resistivitat elèctrica: 55 a 62 μOhmcm
- Propietats mecàniques: 
  - Duresa Brinell: 105-290
  - Mòdul d'elasticitat: 190-221 GPa
  - Resistència a la tracció: 530-900 MPa
- Propietats magnètiques: 
  - Coercitivitat: 1,0 Hc
  - Permeabilitat inicial: 60.000
  - Permeabilitat màxima: 240.000
  - Saturació d'inducció: 0,77 T
- Propietats tèrmiques:
  - Coeficient d'expansió tèrmica (20-100 C): 13,0 10 -6 K -1
  - Conductivitat Tèrmica a 23 C: 30-35 W m -1 K